# Anne Létourneau
Pour les articles homonymes, voir Létourneau.
Anne Létourneau est une actrice québécoise née le 31 août 1958. Elle est la fille du comédien Jacques Létourneau et de la comédienne Monique Lepage.

## Filmographie
- 1963 : Rue de l'anse (série télévisée) : ? Joli
- 1973 : Taureau
- 1975 : Y'a pas de problème (série télévisée) : Odile Brunelle
- 1976 : Parlez-nous d'amour : Jeune Chanteuse prometteuse
- 1979 : L'Arrache-cœur : Louise
- 1981 : Les Plouffe : Rita Toulouse
- 1982 : Une glace avec deux boules ou je le dis à maman : Maïté
- 1984 : Aéroport: Court-circuit (TV) : Carole Vincent
- 1984 : Le Crime d'Ovide Plouffe : Rita Plouffe
- 1985 : Elsa, Elsa : Yvonne, star 1960
- 1986 : Adieu la vie (TV) : Mimi
- 1987 : Flag : Josy
- 1987 : Le Diable à quatre
- 1987 : Vaines recherches (TV)
- 1988 : Les Tisserands du pouvoir (feuilleton TV)
- 1988 : Les Tisserands du pouvoir II: La Révolte
- 1988 : La Maison Deschênes (série télévisée) : Carla Marshall
- 1989 : La Révolution française : Madame Elisabeth
- 1990 : Frontière du crime (Double Identity) (TV) : Lydia
- 1990 : Dames galantes : Madame de la Riviere
- 1991 : Pas une seconde à perdre de Jean-Claude Sussfeld : Méline Parsiflore (TV)
- 1991 : Maxime et Wanda: L'homme qui n'en savait pas assez (TV)
- 1991 : Maxime et Wanda: Les belles ordures (TV)
- 1991 : Maxime et Wanda: Une révolution clé en main (TV)
- 1991 : Les Naufragés du Labrador (TV) : La femme de Joseph
- 1992 : L'Automne sauvage : Ève Duchesneau
- 1992 : Hors piste (film) (TV) : Nadine
- 1992 : La Fenêtre : Virginie
- 1992 : L'Homme de ma vie : Catherine
- 1992 : Les Danseurs du Mozambique (TV) : Irène
- 1995 : Belle Époque (feuilleton TV) : Valentine
- 1997 : La Vengeance de la femme en noir : Mme Bouchard Dupont-Lévis
- 2001 : Fred-dy (série télévisée) : Mariette Dubois
- 2001 : Tribu.com (série télévisée) : Myriam Sirois
- 2004 : Cracking Up : Ellen